# Трудовий стаж
Трудови́й стаж — тривалість роботи і інших видів діяльності, з якими пов'язується право людини, головним чином, у сфері пенсійного забезпечення,проте треба зауважити, що саме страховий стаж впливає на нарахування пенсії. Основним документом, що підтверджує трудовий стаж роботи, є трудова книжка, за відсутності якої або відповідних записів у ній трудовий стаж встановлюється на підставі інших документів, виданих за місцем роботи, служби, навчання, а також архівними установами.
Розрізняють загальний трудовий стаж і стаж певної роботи. Від виду трудового стажу залежить ряд правових наслідків: надання основних і додаткових відпусток, призначення і розмір пенсій тощо. Основним документом, що засвідчує трудовий стаж, є трудова книжка. У шахтарів від трудового стажу залежить розмір пенсійних виплат за вислугу років. 
На жаль, у чинних нормативно-правових документах відсутнє визначення поняття "трудовий стаж". Оперує цим поняттям Постанова Кабінету Міністрів України від 12.08.1993 № 637 «Про затвердження Порядку підтвердження наявного трудового стажу для призначення пенсій за відсутності трудової книжки або відповідних записів у ній».
На сьогодні для призначення пенсії за віком має значення страховий стаж, визначення якого надано у ст. 1 Закону України  «Про загальнообов’язкове державне пенсійне страхування»:
"Страховий стаж - період (строк), протягом якого особа підлягала державному соціальному страхуванню, якою або за яку сплачувався збір на обов'язкове державне пенсійне страхування згідно із законодавством, що діяло раніше, та/або підлягає загальнообов'язковому державному пенсійному страхуванню згідно із цим Законом і за який сплачено страхові внески".
Згодом, напевно, поняття трудового стажу буде повністю замінено поняттям "стаж роботи" відповідно нормативно-правових актів України.